# Печать Миссури
Большая печать штата Миссури — один из государственных символов штата Миссури, США. Создателем печати является конгрессмен Роберт Уильям Уэллс. В центре печати на правой стороне изображена Большая печать США, а на левой символы, символизирующие штат. Медведь олицетворяет силу и храбрость; полумесяц символизирует новизну государственности и потенциал для роста. Два могущественных медведя гризли поддерживают щит. На свитке изображён девиз штата: «Salus populi suprema lex esto» (лат. «Пусть благополучие людей будет высшим законом»).